# Myrmarachne plataleoides
Myrmarachne plataleoides este o specie de păianjeni din genul Myrmarachne, familia Salticidae. A fost descrisă pentru prima dată de Pickard-cambridge O., 1869. Conform Catalogue of Life specia Myrmarachne plataleoides nu are subspecii cunoscute.